# Macropsis vinea
Macropsis vinea är en insektsart som beskrevs av Hamilton 1972. Macropsis vinea ingår i släktet Macropsis och familjen dvärgstritar. Inga underarter finns listade i Catalogue of Life.